# Anthurium andraeanum
Anthurium andraeanum är en kallaväxtart som beskrevs av Jean Jules Linden och Éduard-François André. Anthurium andraeanum ingår i släktet Anthurium och familjen kallaväxter. Inga underarter finns listade.

## Bildgalleri

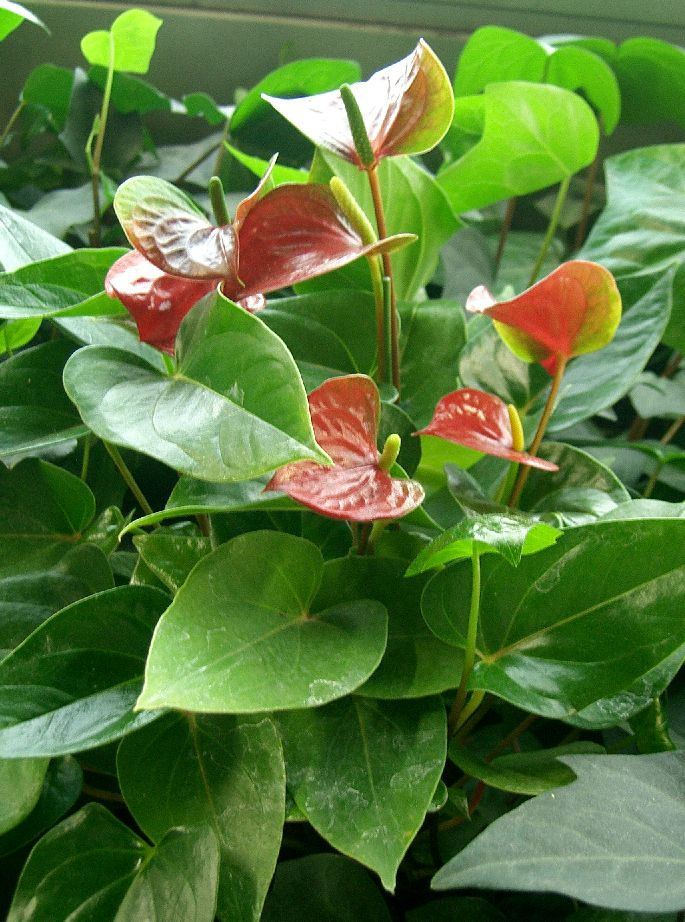
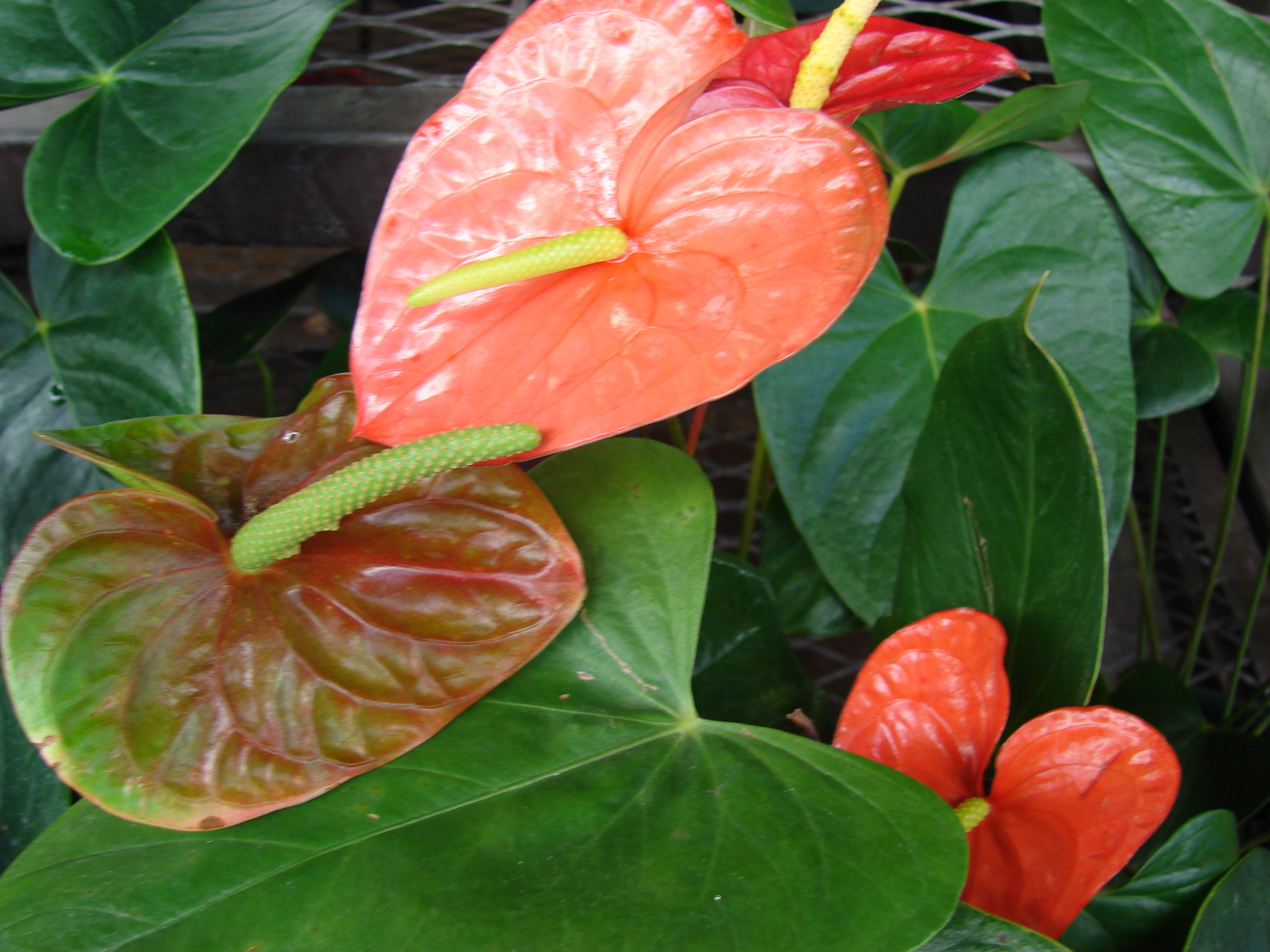
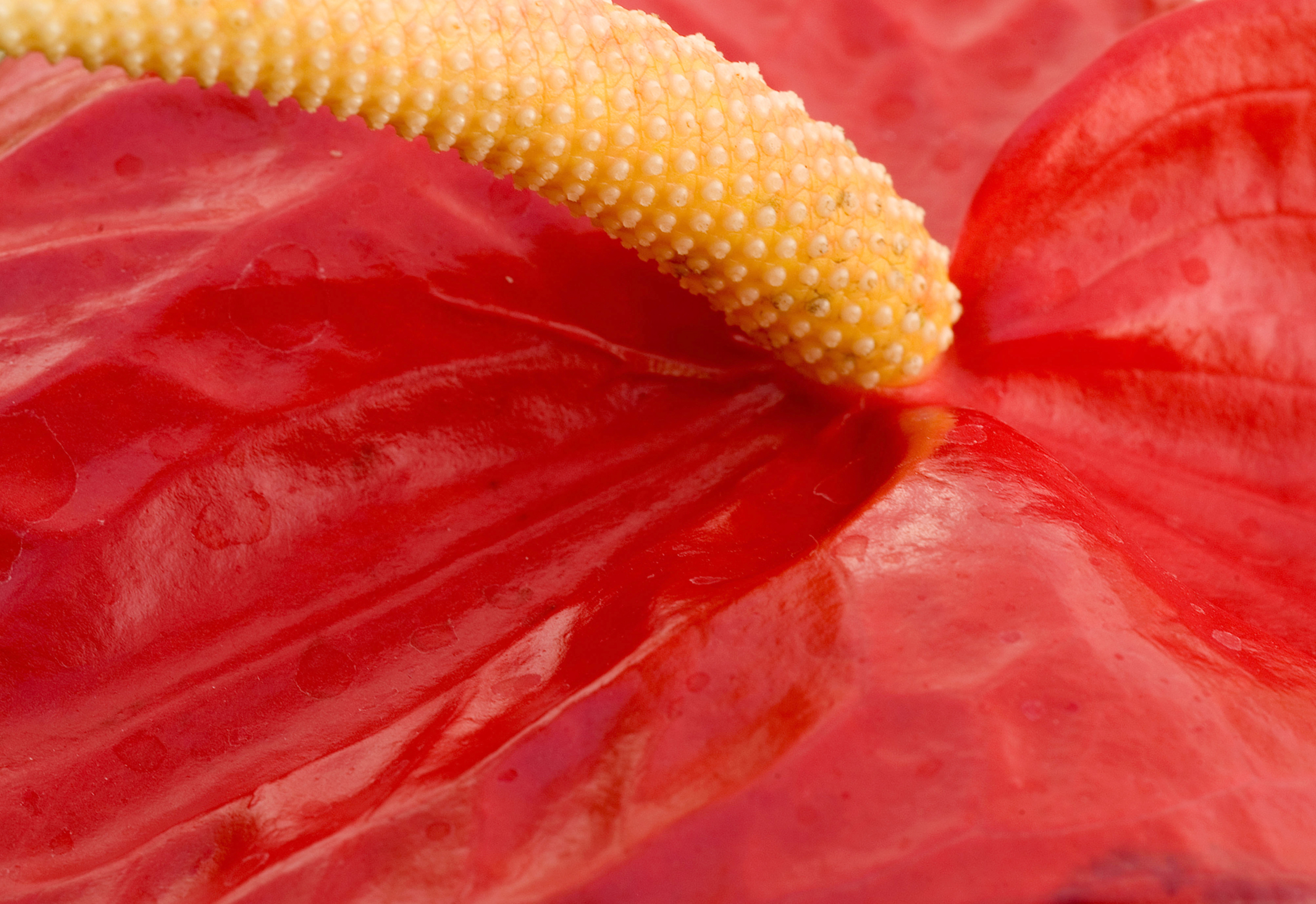
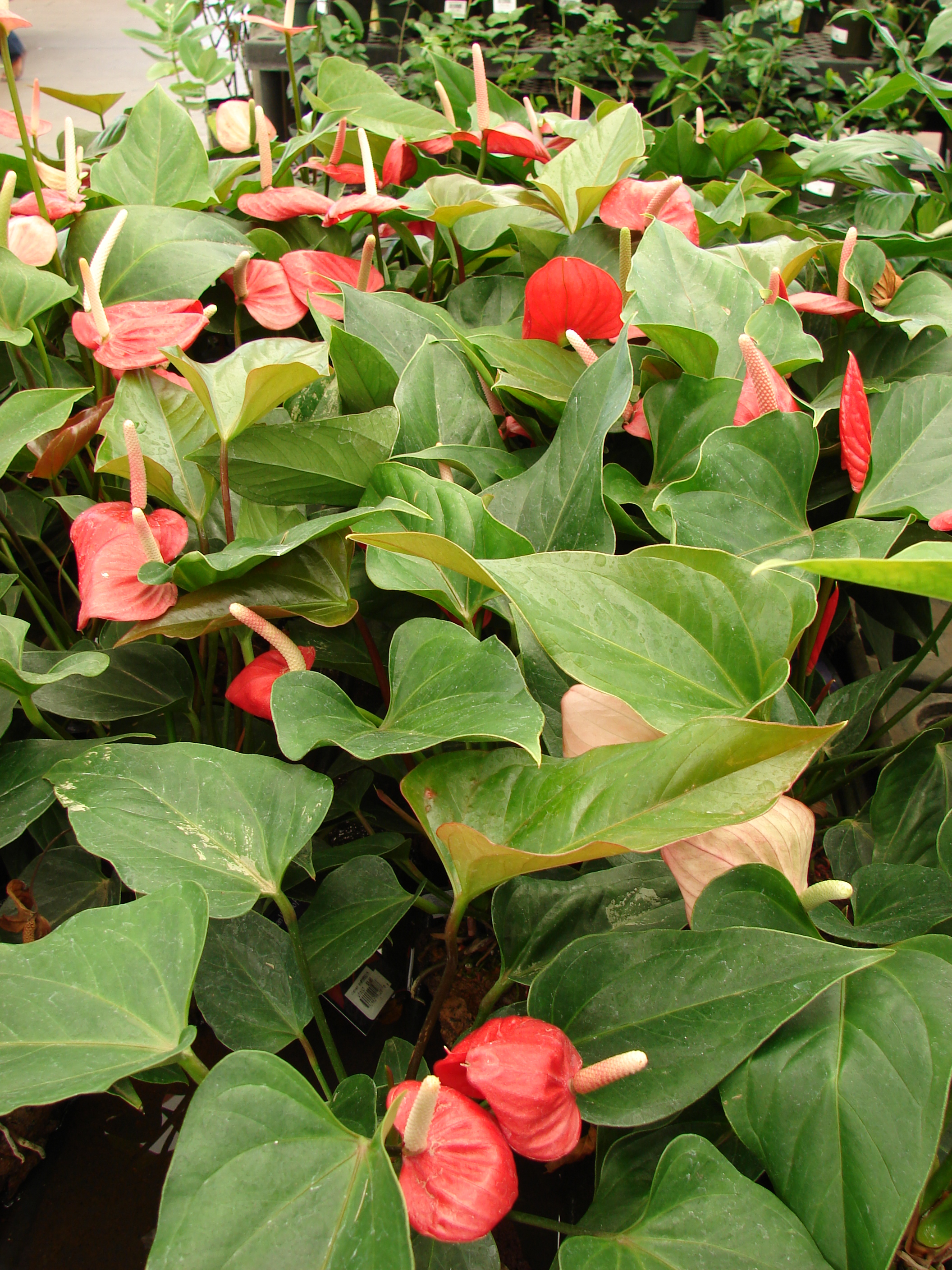
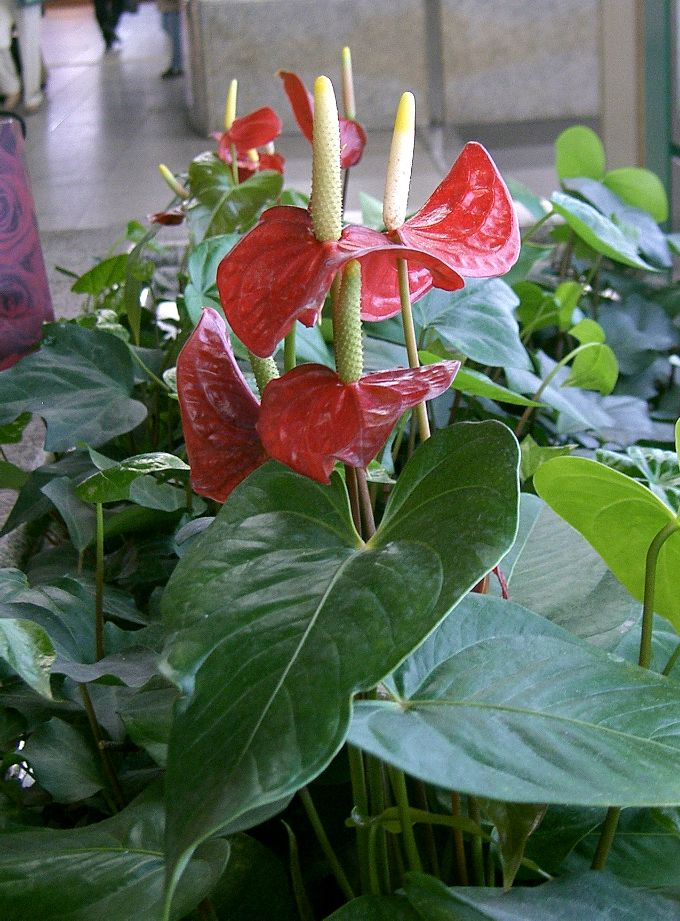